# Кухня Раннього нового періоду
.

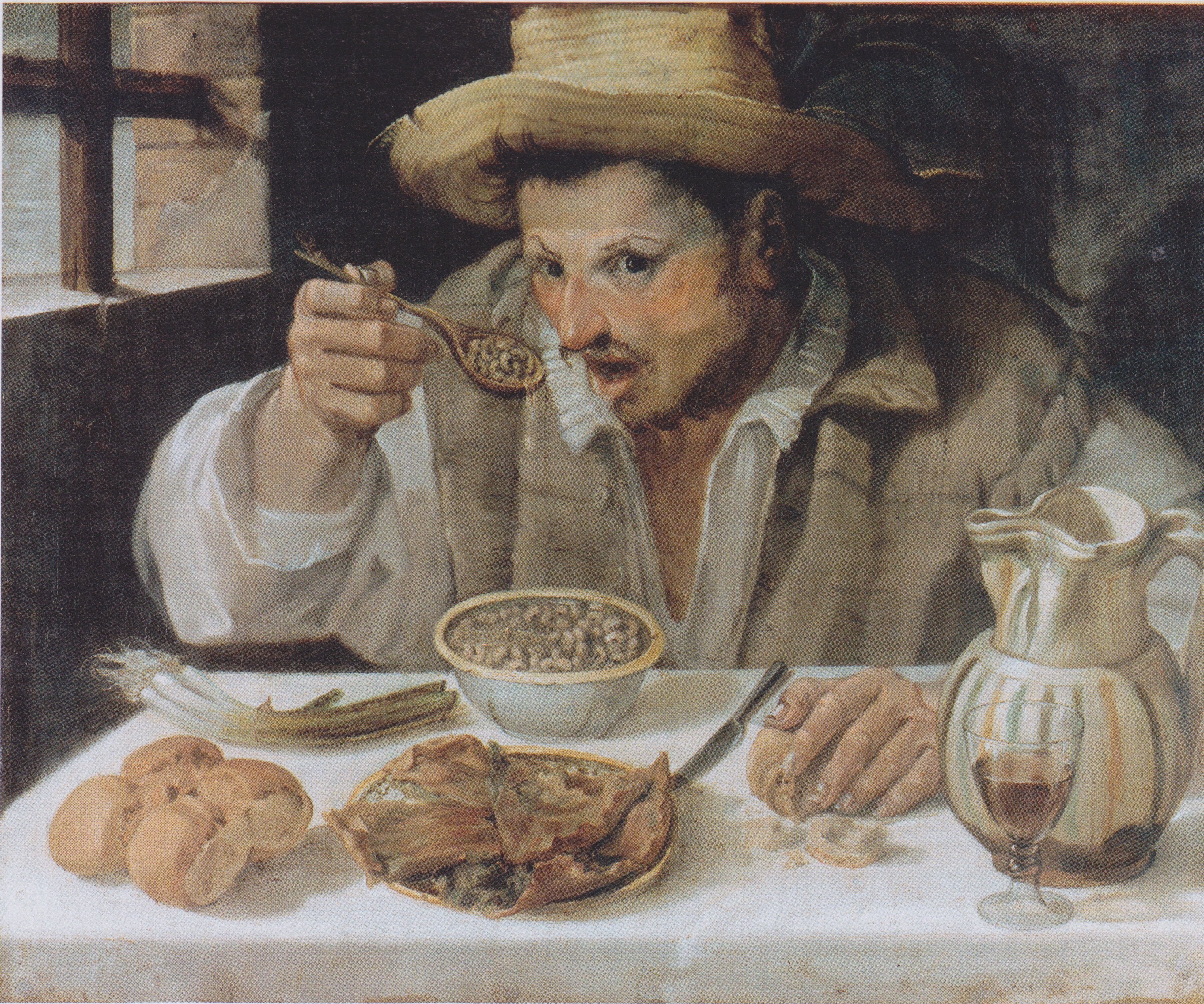
Боби були одними з найважливіших продуктів для ранньомодерних тосканців; Чоловік їсть квасолю Аннібале Карраччі, 1580–90

Кухня раннього нового періоду (1500—1800 роки) — поєднання страв, успадкованих від середньовічної кухні та нововведень, які виникли у новітню епоху. Хоча в цей час і відбувається значний наплив нових ідей, збільшення обсягів зовнішньої торгівлі та наукової революції, технології збереження харчових продуктів залишаються традиційними: сушіння, соління, копчення або маринування в оцті. Їжа, природно, залежить від сезону. Доменіко Ромолі написав кулінарну книгу «Panunto», через потребу рецептів на кожен день року. Відкриття Нового світу, відкриття нових маршрутів торгівлі з Азією і збільшення впливу Субсахарської Африки і Середнього Сходу означало, що європейці ознайомилися з безліччю нових харчових продуктів. Спеції, які раніше були занадто дорогими предметами розкоші, такі як перець, кориця, гвоздика, мускатний горіх, імбир, незабаром вони стають доступними для більшості населення, а впровадження нових рослин, що надійшли з Нового світу та Індії, таких як кукурудза, картопля, солодка картопля, перець чилі, какао, ваніль, помідори, кава і чай змінюють європейську кухню назавжди.
Цей період відзначився великим ростом добробуту в Європі, який поступово сягнув усіх класів і галузей, а також значно змінив модель харчування. Усюди і лікарі, і кухарі продовжують характеризувати харчові продукти залежно від їх впливу на чотири рідини: вони обмірковують, що потрібно нагріти, просушити або зволожити, відповідно до будови тіла. Націоналізм вперше зародився у ранній новий період, але до XIX століття це поняття не обіймало явище національної кухні. Класові відмінності були більш важливим розділовим кордоном і майже завжди саме їжа вищих класів описана у колекціях рецептів і кулінарних книгах.
У більшій частині Європи харчувалися два рази в день, рано вранці до полудня і в кінці дня ввечері. Точний час варіювався залежно від періоду і регіону. В Іспанії та деяких районах Італії, таких як Генуя і Венеція ранкова страва була легкою, а в вечерня дещо важчою. У решті Європи, перший прийом їжі був більш ситним. Протягом усього періоду, відбувалося поступове зміщення прийому їжі. Перший прийом, який проходив до полудня, перемістився на 2:00 або 3:00 годину після полудня протягом XVII сторіччя. До кінця XVIII століття, він міг бути й пізніше, о 5:00 або 6:00 годині після полудня. Сніданку у багатьох джерелах не приділяється уваги. Сніданок, коли він почав бути світським, зазвичай складався просто з кави, чаю або шоколаду, і не ставав більш поживним у багатьох частинах Європи до XIX століття. На півдні, де вечеря була найситнішим прийомом їжі, сніданок має меншу необхідність, і тому й сьогодні можемо побачити легкі сніданки на півдні Європи, які зазвичай складаються з кави або чаю з хлібом чи печивом. Без сумніву, що робітники у часи середньовіччя їли якусь їжу вранці, але невідомо, що саме. Три прийоми їжі, так поширені сьогодні, не були нормою аж до початку сучасної епохи.
Як і в Середні віки про сніданок, як ранкову їжу, в значній мірі джерела відсутні. Неясно, чи означає це, що він повсюдно уникався або просто був не досить популярним, щоб бути описаним у письмових згадках.

## Продукти

### Зернові
.

Жнива зернових Пітер Брейгель старший; Антверпен, 1525–1530

Для більшої частини Європи, різні сорти зернових були найважливішою культурою і формували щоденну основу харчування для усіх верств суспільства. Злаки різнилися за сортами, властивостями і тим, як були приготовані. Нижчі класи їли хліб, який був грубим, із значним вмістом висівок, в той час як вищі класи користувалися білим, дрібно подрібненим пшеничним борошном, яким користується більшість сучасних європейців. Пшениця набагато дорожча, ніж інші зернові культури, тому для більшості населення — рідкість. Часто хліб пекли із суміші пшениці та інших зернових культур.
Зернові залишаються беззаперечно основним продуктом ранньої сучасної Європи аж до XVII століття. До цього часу скептицизм щодо продуктів з Нового світу, таких як картопля і кукурудза, пом'якшав серед населення і картопля, зокрема, отримала нову оцінку в Північній Європі, де вона була більш продуктивною і піддатливою культурою, ніж пшениця. В Ірландії пізніше це буде мати катастрофічні результати. На початку XIX століття, коли більша частина країни залежить майже виключно від картоплі, фітофтороз знищив їстівні бульби картоплі, викликавши масовий голод, що погубив більше мільйона чоловік і змусили ще два мільйона емігрувати. У Північній і Східній Європі клімат і ґрунт менше придатний для вирощування пшениці, жита і ячменю, тому картопля була важливою культурою для таких регіонів, як Шотландія, Скандинавія та Росія. Жито служило для випічки щільного, темного хліба, який все ще широко поширений у Швеції, Україні та Фінляндії. Ячмінь більш поширений на півночі і часто використовується для виготовлення пива.
Овес складав значно меншу частку виробницта зерна, мав низький статус і широко використовувався як корм для тварин, особливо для коней. Просо, вирощувалося у більшості країн Європи ще з доісторичних часів і протягом більшої частини раннього періоду, але значно зменшилося із XVIII століття, хоча винятковий період зберігання до двадцяти років означав, що воно зберігалось про всяк випадок. Наприклад, італійська полента, раніше виготовлялася з пшона, а пізніше вже з кукурудзи. Паста була поширеною їжею із середини середньовіччя і здобула популярність на початку сучасного періоду (зокрема, в Неаполі, де була не так поширена аж до кінця XVIII століття), але до настання промислової ери ще не виготовлялася з різних твердих сортів пшениці чи манної крупи, з яких виготовляли сухі макарони. Рис став закріплюватися у багатьох місцях, особливо в Італії та Іспанії, але вважався низькостатусним продуктом харчування; заможні люди іноді їли рисовий пудинг, але зазвичай нехтували ним.
Горох і боби складають велику частину в раціоні середньовічних бідняків, як і раніше часто визнаються основним продуктом харчування, але і зменшення ступеня за цей період, повинні бути замінені зернових та картоплі

### М'ясо
.

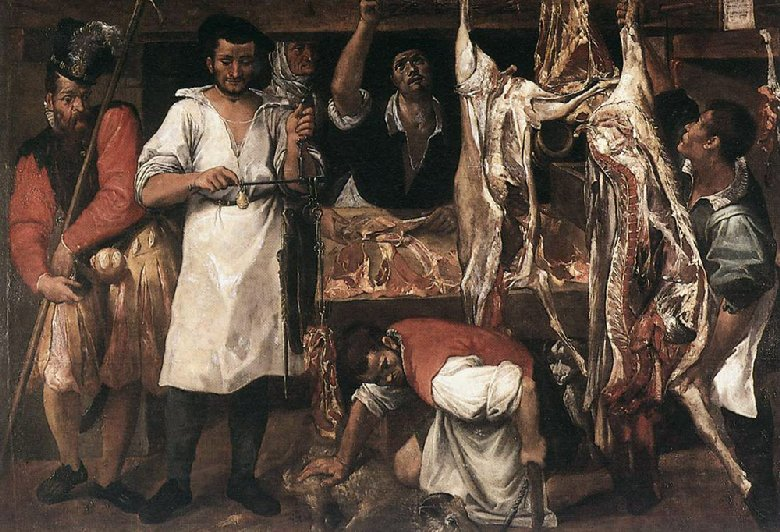
М'ясна лавка, Аннібале Карраччі, 1580

Не марнувалася жодна частин тварини; кров використовувалася в супах, для кров'яних ковбас, рубець був інгредієнтом тушкованих страв, супів і пирогів, і навіть обрізки, які чітко нагадували живу істоту охоче споживалася. Голова теляти могла бути подана як окрема страва; очі, язик, щоки не викликають якогось нерозуміння, а в деяких регіонах вони навіть вважаються делікатесами.
Споживання м'яса у Європі не відрізняється від норми у всьому світі, а в період економічного зростання зазвичай переміщується вниз по соціальних сходах. Але незаможні люди продовжують покладатися в основному на яйця, молочні продукти і бобові, як основне джерело білка. Часто вони вибирали менш заселені райони, де все ще легко знайти дичину і рибу. Заможні країни, особливо Англія, їли значно більше м'яса, ніж бідні. У деяких районах, особливо в Німеччині і країнах Середземномор'я, споживання м'яса простолюдинів почало значно знижуватися, починаючи приблизно з 1550 року і протягом всього періоду. Ввжаться, що зростання чисельності населення, лежало в основі цієї тенденції.

### Жири
Карта Ранньої сучасної Європи можуть бути зроблена на основі жирів, що переважали: оливкова олія, масло та смалець. Ці кулінарні інгредієнити не змінювалися ще з часів Римської імперії, але початок Малого льодовикового періоду, який збігся з Раннім сучасним періодом у Європі вплинув на північні райони, де пишно цвіли оливки. Тільки оливкова олія була продуктом торгівлі на великі відстані.

### Цукор
Тростинний цукор, родом з Індії, уже відомий у Європі в Середні віки, був дорогим і зазвичай використовувався у медицині. З кінця XVII століття значно збільшилося його виробництво у Новому світі, яке йшло на зустрія збільшеному попиту в Європі, найбільшими споживачами до кінця періоду були морські держави такі, як Англія, Франція, Нижні країни та Іберійські країни і, значно менше, інша частина Європи. У той же час, сучасні відмінності між солодкими і солоними стравами стають загальноприйнятими; тепер м'ясні страви набагато менше підсолоджувалися, ніж у середньовіччя.

## Напої
.

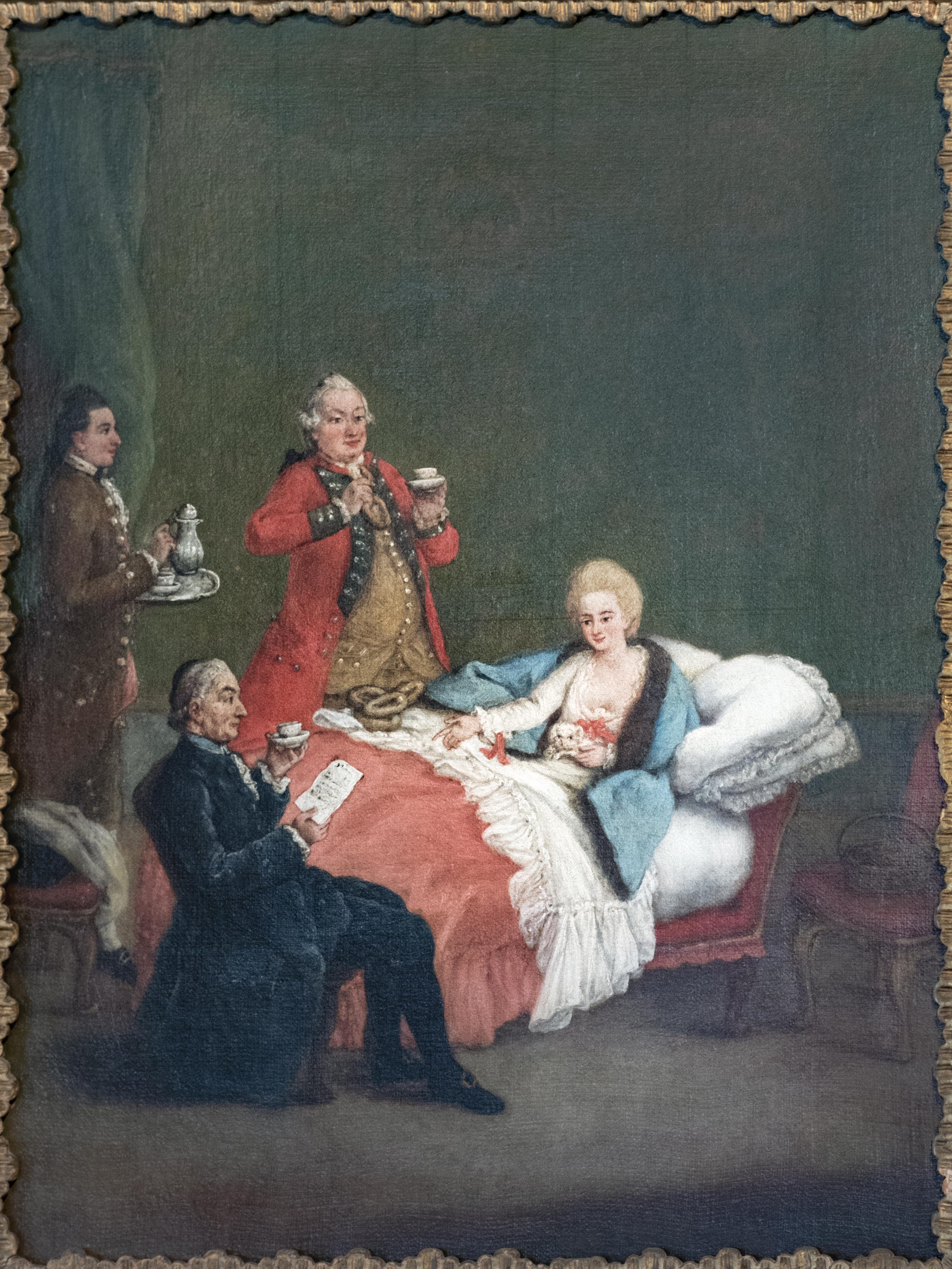
Ранковий шоколад П'єтро Лонгі; Венеція, 1775–1780

Вода як нейтральний столовий напій не з'явиться у Європі аж до початку промислової епохи, коли ефективна очистка води зможе гарантувати безпечну питну воду. Всі, крім найбідніших споживали помірно спиртні напої на щоденній основі, з кожним прийомом їжі; вино на півдні, пиво на півночі і сході. Обидва напої були різних сортів, витримки і якостей. Ті північники, які могли собі це дозволити пили імпортні вина, а вино залишалося невід'ємною частиною Євхаристії, навіть для бідних. Ель був найпоширенішою формою пива в Англії протягом більшої частини середньовіччя, але у XVI столітті його часто замінювало хмельове пиво з Нижніх країн.

### Спиртні напої
Майстерність дистиляції у Європі доведена до досконалості в XV столітті, і найпоширеніші спиртні напоїв сьогодні були винайдені та удосконалені до XVIII століття. Бренді (з нижньонімецької Brandwein означає «палене вино») вперше з'явився у 15 столітті в Німеччині. Коли англійці та голландці були в жорсткій конкуренції за контроль над прибутковим європейським ринком експорту, Голландія почала підтримувати виноградарство за межами району Бордо, де Англія мала сильні зв'язки. В результаті чого регіони Коньяк і Арманьяк прославилася виробництвом високоякісних коньяків. Багато з найвідоміших виробників сучасного коньяку, як Martell, Remy Martin і Hennessy почали свій бізнес на початку і всередині XVIII століття. Віскі і Шнапс вироблялися у невеликих домогосподарствах. Віскі став модним і прибутковим та експортувався у XIX столітті. Джин, зерновий лікер, приправлений ялівцем, був винайдений у Голландії промисловою компанією Лукаса Болз в середині XVII століття. Виробництво джину було пізніше удосконалене в Англії, він дуже популярним серед англійських робітничих класів.
У трикутниковій торгівлі, яка почалася в XVI і XVII столітті між Європою, Північною Америкою і Карибським басейном, ром був одним з найважливіших товарів. Він виготовлявся з патоки і був одним з найважливіших продуктів з цукру, що ріс на Карибських островах і в Бразилії.

### Кава, чай і шоколад
До Раннього сучасного періоду, всі суспільні напої у Європі були алкогольними. Збільшення контактів з Азією, Африкою та відкриття Америки означало, що європейці познайомилися з кавою, чаєм та рідким шоколадом. Але лише з XVII століття всі три напої здобули популярність, як суспільні напої. Нові напої, що містили кофеїн або теобромін, мали легкий стимулюючий ефект, але не п'янили так, як алкоголь. Шоколад — перший напій, який здобув популярність, і був одним з найулюбленіших напоїв іспанської знаті XVI і початку XVII століття. Всі три напої залишалися дуже дорогими увесь ранній сучасний період.

## Національні кухні
У Європі почали формуватися нації, а, отже, і національні кухні. Хоча націоналізація багатьох сучасних європейських націй ще не оформилися у ранньомодерній Європі, багато характеристик, які визначають національну кухню, вже помітні. З′являються професійні кухарі, кухні, друковані кулінарні тексти і освічені відвідувачі закладів харчування.